# Relais routiers

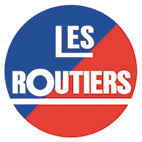

Les Relais routiers sont un type de restaurant. Des restaurants font partie de cette chaîne depuis 1934 à l'initiative de François de Saulieu de la Chomonerie,.

## Histoire

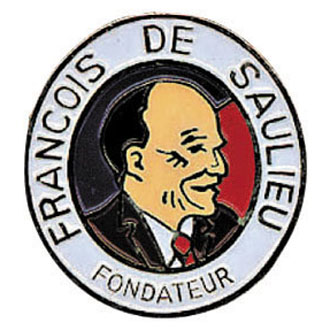
François de la Chomonerie, vicomte de Saulieu (1907-1987), le fondateur.

Lors d’un reportage, deux journalistes[Qui ?] décident de créer le journal Les routiers, puis les Relais routiers afin que les camionneurs puissent lire leur journal pendant leur pause. En 1934, François de Saulieu fait un reportage sur la vie des routiers, mot qui ne figure pas dans le Petit Larousse de 1934, le conducteur de camion se nomme alors « roulier » ou « camionneur ». Les Relais routiers sont créés, avec pour symbole, le panonceau Bleu et Rouge. Ces établissements deviennent les arrêts privilégiés des camionneurs.

## Le guide

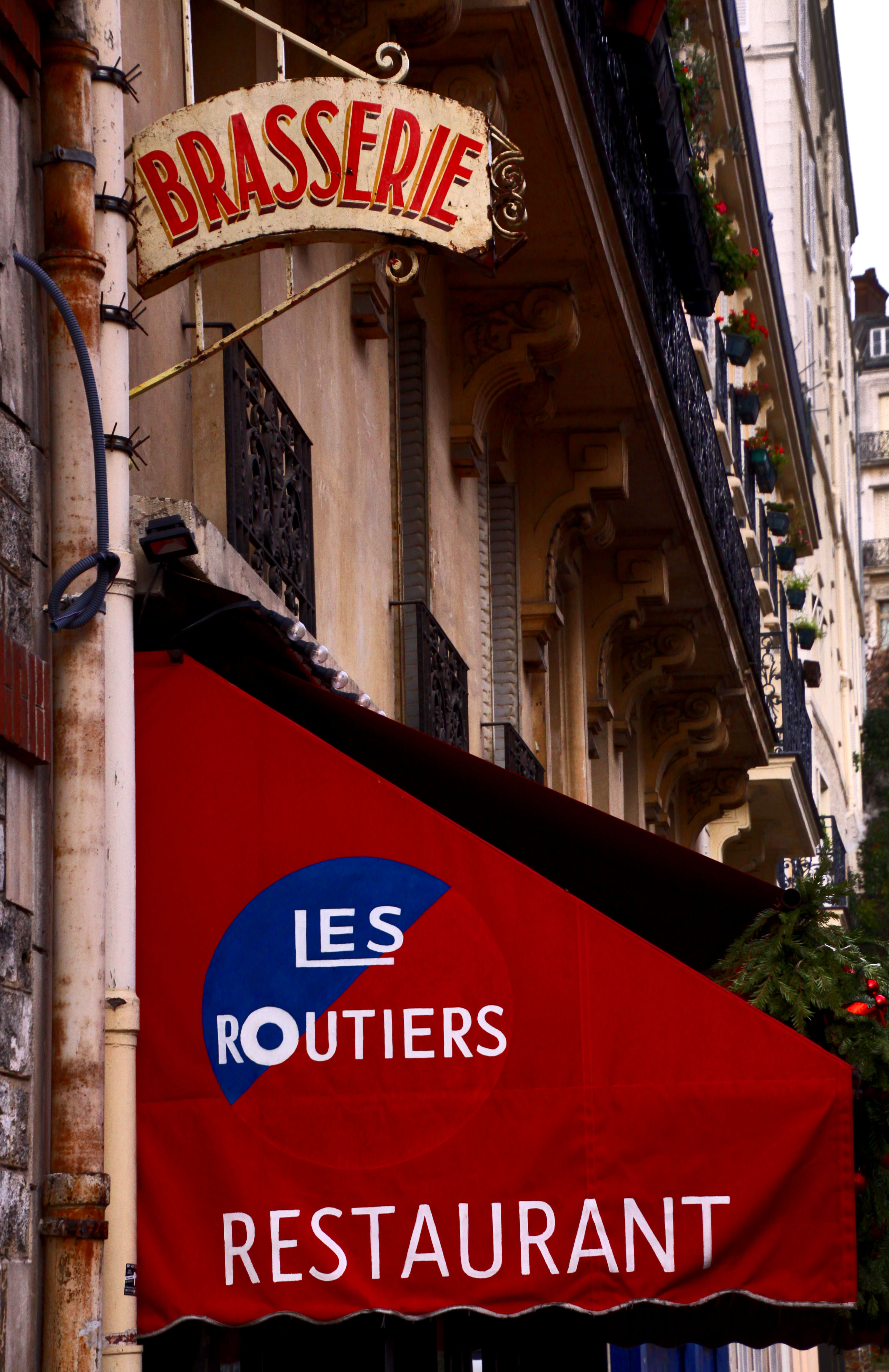
Restaurant brasserie "Les Routiers" à Paris en 2016.

En 1937, le journaliste publie La route facile, le premier guide des Relais routiers en format de poche qui répertorie les adhérents de la Chaîne. Chaque année, une nouvelle édition est publiée. Les journaux lui consacrent des articles. On le surnomme le « Guide rouge » de la restauration.
À la veille de 1939, il y a à peu près deux mille Relais routiers. Durant la Seconde Guerre mondiale et sous l’occupation, leurs patrons participent à des actions de résistance : des chauffeurs routiers font passer des résistants en zone libre.
Fin 1947, la Chaîne des Relais routiers est reconstituée et retrouve, comme avant guerre, ses deux mille établissements. Dix ans plus tard, il y a quatre mille Relais, dont le plus élevé se trouve au col du Tizi N'Test, au Maroc, à 2 100 m d’altitude. Ce chiffre restera stable pendant plusieurs années.
Tous les ans, 10 à 15 % des établissements perdent le panonceau Bleu et Rouge pour n’avoir pas respecté les règles qu’impose la Chaîne, « bon accueil, qualité irréprochable et prix en rapport ». Des inspecteurs (au début, des chauffeurs routiers bénévoles) sillonnent la France et une partie de l’Europe pour veiller à ce que les Relais respectent les règles.
Le premier relais sur autoroute sera créé en 1974 ; il y en aura onze en France et un en Belgique dès 1975. À l’époque, ils servent un repas à 15 francs.
En 2014, le Guide des Relais routiers fête ses 80 ans, le tirage papier est de 15 000 exemplaires. Le guide donne diverses informations sur les restaurants recommandés telles que adresse, horaire, capacité du parking et disponibilité d'une connexion wifi.

## Les restaurants
Depuis 1965, la clientèle des Relais se diversifie. Les touristes sont de plus en plus nombreux. Comme le déclare un journaliste américain, Rudi Shelmensky : « Les Relais routiers sont à montrer aux musées des traditions populaires au même titre que les Châteaux de la Loire… ».
La chaîne décide alors de créer la distinction « La Casserole » à l'instar des étoiles du guide Michelin pour les établissements qui font des efforts gastronomiques particuliers.
Depuis 2018, le photographe Guillaume Blot s'est rendu dans plus de 120 de ces restaurants afin de raconter ces lieux par l'image. En 2025, il publie Restos routiers (Gallimard). 